# Бій під Рубіжним 22 травня 2014
Бій під Рубіжним стався 22 травня 2014 року під час війни на сході. Підрозділи 2-го батальйону 30-ї механізованої бригади передислоковувалися з сел. Стара Краснянка через Рубіжне до Лисичанська Луганської області, проте зустріли опір проросійських бойовиків, які займали обладнані позиції на берегу Сіверського Донця в районі Томашовського автомобільного мосту на Новодружеськ. Зав'язався бій, внаслідок якого українські війська були змушені відійти.
Це стало першим боєм в Луганській області, і першим боєм 30-ї механізованої бригади у війні.

## Передумови
У 20-х числах травня 2014 року Україна готувалася до президентських виборів, призначених на 25 травня. За оцінкою Юрія Бутусова, російське керівництво мало намір закріпитися на Донбасі й забезпечити собі сильні переговорні позиції до того часу, коли відбудеться інаугурація майбутнього президента. З цією метою проросійські сили мали встановити контроль над більшою частиною районів і міст Донбасу, і водночас зупинити подальше просування ЗСУ і НГУ на Донбасі. Нестабільність була одним з інструментів, яким планувалося досягти автономії регіону, а згодом і федералізації України.
В. о. президента Олександр Турчинов, у міру термінового розгортання частин української армії в тилу, відправляв всі нові наявні сили на відновлення української влади на територіях, контрольованих бойовиками. Не зважаючи на те, що армія не досягла повної боєздатності — слабко підготовані солдати, несправна техніка, незадовільне забезпечення, — її вплив був значним: із просуванням українських блокпостів на схід, істотно знижувалася активність проросійських сил у визволених районах. Бойовики могли активно діяти тільки маючи здатність вільно, безперешкодно пересуватися.
До 22 травня бойові дії точилися переважно тільки в районі Слов'янська. За повідомленням Бутусова, українське командування планувало відсікти північні райони Луганщини і південні райони Донеччини від Донецько-Луганської агломерації, а після цього взяти під контроль увесь державний кордон, перерізавши таким чином канали постачання живої сили і зброї з Росії. Російське керівництво чинило значний політичний тиск, щоб цьому запобігти. Проте усвідомивши, що цього недостатньо, було заплановано завдати одночасних ударів на Донеччині і на Луганщині: цими точками стала Волноваха і Рубіжне, в яких відбулися бої в один день.
Зранку 22 травня був підірваний перший міст в Луганській області — пішохідний міст через Сіверський Донець між Привіллям і Старою Краснянкою, неподалік Рубіжного.

## Перебіг подій
За даними Михайла Жирохова, о 04:00 ранку 22 травня українські війська 30-ї механізованої бригади (а саме 5-та рота 2-го батальйону) загальними силами у 9 БМП, декількох вантажівок з особовим складом, ЗУ-23-2 і мінометом, висунулися двома колонами з сел. Стара Краснянка. Одна колона мала рухатися на Лисичанськ, інша — на Сєверодонецьк.
Приблизно о 4:17 «лисичанська» колона наблизилася трасою Т 1302 до Томашовського автомобільного мосту, який вів на Новодружеськ. Проросійські бойовики, здебільшого з жителів Стаханова, Алчевська, Антрацита, Свердловська, під керівництвом Павла Дрьомова перебували на обладнаних позиціях на березі річки Сіверський Донець та відкрили вогонь по колоні механізованого взводу із стрілецької зброї та гранатометів.

Бойовики від самого ранку повідомляли, що невідомі «розстрілюють цивільне населення»:

| У Лисичанську невідомі підірвали міст, а потім стали розстрілювати автобуси й мирне населення. |
| — Штаб «Об'єднаної армії південного сходу». Ранок 22 травня 2014                               |

Міністерство оборони повідомляло наступне:

| У цьому випадку терористи вдалися до звичної для них тактики: один із мостів на шляху військових було заблоковано цивільними провокаторами, з-за спин яких терористи відкрили вогонь по українським військовослужбовцям. |
| — Прес-служба Міністерства оборони. Ранок 22 травня 2014 |

Михайло Жирохов пише, що друга колона зустріла опір на іншому мосту — через р. Борова, яка протікає під Сєверодонецьком, після чого повернулася до «лисичанської» колони. У цей час цивільні жителі заблокували колону в районі залізничного вокзалу Рубіжного і дамби, поваливши дерева поперек дороги. Сама дорога з обох сторін була оточена щільним лісом, в який українські військові не ризикнули йти через можливі міни і розтяжки. В районі бою була помічена авіація, за даними Жирохова, це був Су-27, який чинив лише психологічний тиск. Почалися довгі перемовини із бойовиками і місцевою владою в обличчі секретаря міськради Олександра Хоменка і очільниці рубежанської компартії Неллі Задираки. Внаслідок перемовин частина українських військових роззброїлася — здали затвори стрілецької зброї, — після чого повернулися на вантажівках до базового табору. Проте частина українських військових не роззброїлася — внаслідок перестрілки з'явилися убиті й поранені з обох сторін. За деякими даними, саме Хоменко віддав команду на відкриття вогню. Три українські одиниці БМП-2 змогли повернутися назад до табору в Старій Краснянці, дві БМП-2 і одна БМП-1 були спалені, а три одиниці БМП стали трофеями бойовиків.
ЗМІ на наступний день повідомляли, що бій відбувся в ніч з 22 травня на 23 травня, близько 4:40 ранку. Вони також цитували МОУ, повідомляючи про бій 22 травня о 15:40 на південній околиці Рубіжного, в ході якого проросійські бойовики напали на військову частину. Кількість бойовиків оцінювали у 500 чоловік, і повідомляли, що бойовики користувалися цивільними як живим щитом. Повідомлялося, що бойовики втратили 20 чоловік загиблими і 30 пораненими, українські сили втратили загиблими 2 українських бійця і 7 пораненими.

| Для цієї кривавої акції бойовики цілеспрямовано накопичували сили заздалегідь. В даному випадку йдеться про банду бойовиків з Луганська, які останнім часом дислокувалися в Антрациті, та до складу якої входили російські професійні найманці. |
| — Прес-служба Міністерства оборони. 23 травня 2014 |

За словами Віктора Муженка, він запропонував надати підтримку заблокованій біля дамби колоні висадкою вертольотного десанту. Вилетіло 5 вертольотів: Віктор Муженко з оперативною групою п'яти офіцерів і 40 десантників на чолі з полковником Михайлом Забродським з 95-ї бригади. Висадка відбулася в районі Рубіжного, за 5 кілометрів від району, де була заблокована колона. Група висунулася до колони, їй надавали підтримку артилерія 25-ї бригади, яка знаходилась на блокпосту Кремінному, а також армійська і штурмова авіація. Була залучена також рота, яка здійснила марш в район Рубіжного на БТРах.
За спогадами Муженка, коли вони прибули до залізничного вокзалу, там вже працювали мародери — збирачі металу:

| Ніколи не забуду, як ми зупинили групу людей, які називались «металошукачами», як вони знімали метал. Коли вони здійснювали пішоходний перехід через залізничну колію, ми їх зупинили, а вони несли з собою боєприпаси від тих машин, які були в цій колоні, ПКТ… Я ніколи не забуду, як один з них ніс шолом типу «сфера» — у нас вони не використовуються, це внутрішні війська, — який був заповнений десь на третину кров'ю, пробитий, і там навіть були залишки мізків… Їх було чоловік 20. |
| — Генерал армії України Віктор Муженко. 14 грудня 2017 |

## Втрати

### Українські
Унаслідок боїв загинули 3 українських бійця, ще 7 осіб — поранені. Було втрачено 6 БМП (3 спалені, 3 захоплені противником), вантажівку «Урал», ГАЗ-66 з ЗУ-23-2.
- Ярошенко Сергій Григорович, сержант
- Ковальчук Олександр Володимирович, солдат
- Фурман Олександр Валентинович, солдат — вважався зниклим безвісти до 2016 року.

### Проросійські
В лікарню того дня були доправлені 11 цивільних, які дістали поранення, за оцінками Інформаційного спротиву — вони були саме бойовиками. В той день повідомлялося щонайменше про 3 загиблих, які померли в реанімації, або були доправлені на судмедекспертизу вже мертві, які були вдягнуті в камуфляж.
За даними проросійських джерел на 2017 рік, відомі поіменні втрати бойовиків становили 5 осіб загиблими. Український місцевий ресурс у 2017 році повідомляв про загибель 9 бойовиків: 5 зі Стаханова, ще 4 з Алчевська і Свердловська.

### Цивільні
В цей день з'явилася перша цивільна жертва війни в Луганській області. Український блокпост в Старій Краснянці після бою закрили для проїзду. Вікторія Сухорученко, 39-річна жителька м. Сватове, спробувала прорватися через блокпост на позашляховику Skoda в Рубіжне: не зупинилася на попереджувальні постріли, після чого загинула після відкриття вогню на ураження.

## Наслідки і дотичні події
Це був перший бій війни в Луганській області. В цей же день увечері, але в Старобільську відбулася перша сутичка батальйону «Айдар», який біля автовокзалу розігнав проросійських активістів, які блокували рух вантажівок ЗСУ. Сутичка відбулася без жертв.
В цей день було зупинено залізничне сполучення, декілька місяців після бою в Рубіжне і Лисичанськ не ходили поїзди.
За оцінками Юрія Бутусова, внаслідок невдачі в Рубіжному й атаки під Волновахою, темпи просування українських військ на Донбасі істотно знизилися. Росія невдовзі почала постачання важкого озброєння, і АТО з поліцейської операції перетворилося на один з найбільших військових конфліктів у сучасній історії Європи.

### Відео
Хроніка:
- Рубежное. Бой на вокзале. 22 мая. RENTV [Архівовано 29 лютого 2020 у Wayback Machine.] // Владимир Храмцов, 26 травня 2014
- 22.05.2014 Рубежное — Хроника боя за ЖД вокзал. // Александр Маленький, 24 травня 2014
- 22.05.Бои в Рубежном, Северодонецке и Лисичанске // irbis altaiski, 31 травня 2014
- «АД»! После боя 22.05.2014г. с террористами в Рубежном (Есть убитые). // 23 травня 2014

Монтаж:
- БОИ ЛИСИЧАНСК ПРИВОЛЬЕ РУБЕЖНОЕ. ЛЮДИ ВЫХОДЯТ НА ТРАССЫ 23.05.14. [Архівовано 17 березня 2022 у Wayback Machine.] // Перший канал (Росія), 23 травня 2014
- Бої за Рубіжне: Кривавий шлях 30-ї бригади. // Сайт міста Новограда-Волинського, 23 червня 2016